# Північний Карамурун
Північний Карамурун – гірничодобувне підприємство на півдні Казахстану, яке здійснює розробку однойменного уранового родовища. 
Родовище Північний Карамурун відкрили в 1979 році. З 1981-го тут провадили певні роботи із підземного вилуговування, а в 1986-му родовище ввели в промислову експлуатацію. 
Первісно розробку провадило належне до Киргизького гірничорудного комбінату Рудоуправління №6, яке в подальшому увійшло до складу казахського державного концерну «Казатомпром».
Станом на кінець 2021 року ресурси Північного Карамуруну оцінювались у 6,5 тисячі тон урану.